# قراءة الدماغ
قراءة الدماغ أو تحديد الأفكار تعتمد على استجابات عدة وحدات فوكسلية في الدماغ الناتجة عن منبه ما، والتي يتم رصدها عبر التصوير بالرنين المغناطيسي الوظيفي (fMRI) لفك تشفير المنبه الأصلي. أتاحت التطورات البحثية تحقيق ذلك من خلال استخدام التصوير العصبي البشري لفك تشفير التجربة الواعية للفرد بناءً على قياسات غير جراحية لنشاطه الدماغي. تختلف دراسات قراءة الدماغ في نوع فك التشفير المستخدم (كالتصنيف، والتحديد، وإعادة البناء)، والهدف (كفك تشفير الأنماط البصرية أو السمعية أو الحالات الإدراكية)، والخوارزميات المستخدمة (كالتصنيف الخطي، والتصنيف غير الخطي، وإعادة البناء المباشر، وإعادة البناء البايزي، وغيرها).
في عامي 2024-2025، علقت البروفيسورة باربرا ساخاكيان، أستاذة علم النفس العصبي، قائلة: «كثير من علماء الأعصاب في هذا المجال حذرون ويشيرون إلى أننا لا نستطيع الحديث عن قراءة أفكار الأفراد، وهذا صحيح حاليًا، لكننا نتقدم بسرعة كبيرة، ولن يمضي وقت طويل قبل أن نتمكن من تحديد ما إذا كان شخص ما يختلق قصةً، أو كان ينوي ارتكاب جريمة بدرجة معقولة من اليقين».

## التطبيقات

### الصور الطبيعية
يمكن تحديد هوية الصور الطبيعية المعقدة باستخدام وحدات الفوكسل من المناطق البصرية القشرية الأولية والأمامية (كالمناطق البصرية V3A، وV3B، وV4، والقذالي الجانبي) بالإضافة إلى الاستدلال البايزي. يستخدم هذا النهج في قراءة الدماغ على ثلاثة مكونات: نموذج تشفير هيكلي لاستجابات المناطق البصرية القشرية الأولية، ونموذج تشفير دلالي لاستجابات المناطق البصرية القشرية الأمامية، وفرضية بايزية تصف توزيع الإحصاءات الهيكلية والدلالية للمشاهد.
في التجارب، يعرض على المشاركين 1750 صورة طبيعية بالأبيض والأسود مرتبطة بتنشيط الفوكسل في أدمغتهم. ثم يعرض عليهم 120 صورة جديدة، وتُستخدم بيانات المسوحات السابقة لإعادة بناء الصور الجديدة. تتضمن الصور الطبيعية صورًا لمقاهٍ بحرية وموانئ وفنانين على خشبة المسرح وأوراق نباتات كثيفة.
في عام 2008، قدمت شركة آي بي إم طلب براءة اختراع لاستخراج الصور الذهنية للوجوه البشرية من الدماغ، باستخدام حلقة تغذية مرتدة تعتمد على قياسات نشاط التلفيف المغزلي في الدماغ، الذي ينشط بشكل متناسب مع درجة التعرف على الوجوه.
في عام 2011، استخدم فريق بقيادة شينجي نيشيموتو تسجيلات الدماغ فقط لإعادة بناء جزئية لما كان المتطوعون يرونه. طبق الباحثون نموذجًا جديدًا حول كيفية معالجة معلومات الجسم المتحرك في أدمغة الإنسان، بينما كان المتطوعون يشاهدون مقاطع من عدة مقاطع فيديو. بحثت الخوارزمية آلاف الساعات من لقطات فيديو يوتيوب الخارجية (لم تكن أي من مقاطع الفيديو هي نفسها التي شاهدها المتطوعون) لتحديد المقاطع الأكثر تشابهًا، وقام المؤلفون بتحميل عروض توضيحية تقارن بين مقاطع الفيديو التي تمت مشاهدتها والتي تم تحديدها بواسطة الحاسوب.
في عام 2017، أبلغت دراسة حول التعرف على الوجوه لدى القرود عن إعادة بناء وجوه بشرية عبر تحليل النشاط الكهربائي لـ205 خلية عصبية.
في عام 2023، نُشرت تقنية لإعادة بناء الصور باستخدام نموذج «ستيبل ديفيوجن» على نشاط دماغي بشري مُسجل عبر التصوير بالرنين المغناطيسي الوظيفي.
في عام 2024، أظهرت دراسة إمكانية إعادة بناء الصور المُتخيلة ذهنيًا (بدون منبهات بصرية) من إشارات التصوير بالرنين المغناطيسي الوظيفي باستخدام تعلم الآلة والذكاء الاصطناعي التوليدي. كما أبلغت دراسة أخرى عن إعادة بناء الصور من تخطيط موجات الدماغ (EEG).

### كاشف الكذب
اقتُرح استخدام قراءة الدماغ في الكشف عن الكذب كبديل لأجهزة كشف الكذب مثل المخطط المتعدد (Polygraph)، أو استخدام تقنية التصوير بالرنين المغناطيسي الوظيفي المعتمدة على مستوى الأكسجين في الدم (BOLD fMRI)، التي تقيس التغيرات في تركيز الهيموجلوبين المؤكسج كبديل آخر للمخطط المتعدد، على الرغم من أن العلاقة بين تدفق الدم هذا والنشاط العصبي لم تُفهم تمامًا بعد. كما تُستخدم تقنية «بصمة الدماغ» عبر تخطيط الدماغ الكهربائي (EEG) للكشف عن المعلومات المخفية عبر تحديد الاستجابات العصبية (P300) للتأكد مما إذا كان لدى الشخص ذاكرة أو معلومات محددة.
أثير عدد من المخاوف بشأن دقة وآثار أخلاقية قراءة الدماغ لهذا الغرض. وجدت الدراسات المعملية معدلات دقة تصل إلى 85٪؛ ومع ذلك، هناك مخاوف بشأن ما يعنيه ذلك بالنسبة للنتائج الإيجابية الخاطئة بين السكان غير المجرمين: «إذا كان انتشار «المراوغين» في المجموعة التي يتم فحصها منخفضًا، فسيؤدي الاختبار إلى نتائج إيجابية خاطئة أكثر بكثير من النتائج الإيجابية الحقيقية؛ سيتم تحديد حوالي شخص واحد من كل خمسة بشكل غير صحيح عن طريق الاختبار».
تشمل المشاكل الأخلاقية التي تنطوي عليها قراءة الدماغ كأداة كشف للكذب سوء استخدامها بسبب تبني التكنولوجيا قبل تقييم موثوقيتها وصلاحيتها بشكل صحيح وبسبب سوء فهم التكنولوجيا، ومخاوف الخصوصية بسبب الوصول غير المسبوق إلى أفكار الفرد الخاصة. ومع ذلك، لوحظ أن استخدام كشف الكذب بواسطة جهاز المخطط المتعدد يحمل مخاوف مماثلة بشأن موثوقية النتائج وانتهاك الخصوصية.

### واجهات الإنسان والآلة
تُستخدم قراءة الدماغ لتحسين التفاعل بين الإنسان والآلة عبر تخطيط الدماغ الكهربائي (EEG) لتحديد الحالات الدماغية. زادت براءات اختراع تقنيات قراءة الموجات الدماغية من أقل من 400 (2009-2012) إلى 1600 في 2014، وتشمل هذه الطرق المقترحة للتحكم في ألعاب الفيديو عبر موجات الدماغ والتسويق العصبي لتحديد أفكار شخص ما حول منتج أو إعلان جديد.
عرضت شركة «إيموتيف سيستمز» الأسترالية سماعة رأس قابلة للتدريب على تمييز أنماط التفكير لأوامر مختلفة. أوضحت تان لي قدرة سماعة الرأس على معالجة الأجسام الافتراضية على الشاشة، وناقشت تطبيقات مستقبلية مختلفة لمثل هذه الأجهزة البينية بين الدماغ والحاسوب، من تشغيل الكراسي المتحركة إلى استبدال الماوس ولوحة المفاتيح.

### كشف الانتباه
يمكن تتبع التجربة الذاتية لأوهام بصرية ثنائية العين عبر إشارات التصوير بالرنين المغناطيسي الوظيفي.
عندما يفكر البشر في جسم ما، مثل مفك البراغي، يتم تنشيط العديد من مناطق الدماغ المختلفة. استخدم مارسيل جاست وزميله، توم ميتشل، عمليات مسح الدماغ بالرنين المغناطيسي الوظيفي لتعليم جهاز كمبيوتر لتحديد الأجزاء المختلفة من الدماغ المرتبطة بأفكار محددة. كما أسفرت هذه التكنولوجيا عن اكتشاف: الأفكار المتشابهة في أدمغة بشرية مختلفة متشابهة بشكل مدهش عصبيًا. لتوضيح ذلك، استخدم جاست وميتشل جهاز الكمبيوتر الخاص بهما للتنبؤ، بناءً على بيانات التصوير بالرنين المغناطيسي الوظيفي فقط، بأي من عدة صور كان متطوع يفكر فيها. كان الكمبيوتر دقيقًا بنسبة 100٪، ولكن حتى الآن الجهاز يميز فقط بين 10 صور.

### كشف الأفكار
يمكن تحديد فئة الحدث الذي يتذكره الشخص بحرية من خلال التصوير بالرنين المغناطيسي الوظيفي قبل أن يقول ما يتذكره. في 16 ديسمبر 2015، اكتشفت دراسة بقيادة توشيماسا يامازاكي إمكانية تحديد اختيار المشاركين في لعبة «حجر-ورقة-مقص» قبل تحريك أيديهم، عبر قياس نشاط منطقة بروكا في الدماغ قبل النطق بالكلمات بثانيتين، وذلك عبر استخدام مخطط كهربية الدماغ.
في عام 2023، درّب باحثون في جامعة تكساس في أوستن فك تشفير دماغي غير جراحي لترجمة موجات دماغ المتطوعين إلى نموذج لغوي (GPT-1). بعد تدريب طويل على كل متطوع على حدة، فشل جهاز فك التشفير عادةً في إعادة بناء الكلمات بالضبط، ولكنه مع ذلك تمكن من إعادة بناء معانٍ قريبة بدرجة كافية بحيث يستطيع جهاز فك التشفير، في معظم الأوقات، تحديد الطابع الزمني لكتاب معين كان الشخص يستمع إليه.